# Michael Redd
Michael Wesley Redd  (Columbus, 24 de agosto de 1979) é um ex-jogador de basquetebol norte-americano. Suas marcas registradas são o fato de ser canhoto e também seu impressionante arremesso de três pontos. atuou na seleção de basquete dos Estados Unidos, tendo ganho a medalha de ouro nas Olimpíadas de Pequim, em 2008.

## Carreira na NBA
Michael Redd não teve um grande ano como novato, tendo médias de apenas 2,2 pontos por jogo e tendo atuado em apenas 6 jogos. Já em seu segundo ano, Redd foi bem melhor, conseguiu uma média de 11,5 pontos por jogo. Na temporada de 2003-2004, conseguiu ser All-Star, com médias de 22 pontos por jogo. Na temporada de 2006-2007, conseguiu médias impressionantes de 27,5 pontos por jogo.